# Molon Khan
Molon Khan (tiếng Mông Cổ: Молон хаан, tiếng Trung: 摩倫汗) là một Khả hãn của triều đại Bắc Nguyên Mông Cổ. Ông là con trai cả của Taisun Khan.

## Trị vì
Molon Khan đã kế vị em trai Mahakorgis Khan vào năm 1465, và được tiên tri rằng "Nhờ nhà ngươi, những người vĩ đại sẽ lấy lại sức mạnh trong trật tự pháp lý. Sẽ lên ngôi với tư cách đại hãn".. Nhưng ông đã gặp số phận giống như em trai mình: do không có sức mạnh thực sự, ông đã bị giết khi chiến đấu với các quý tộc Mông Cổ, những người đã chiến đấu với nhau để giành quyền thống trị. Sau khi chết, vị trí của Đại hãn vẫn bị bỏ trống trong gần một thập kỷ khi các gia tộc Mông Cổ đang chiến đấu với nhau để giành quyền lực, và mãi đến năm 1475, Khả hãn tiếp theo, Manduul Khan, chú của Molon mới được lên ngôi.